# Rio Chenab
O rio Chenab ou Chanab (em panjabi: ਚਨਾਬ; romaniz.: canāb; em hindi: चनाब; romaniz.: cenab; em urdu: چناب), que literalmente, significa rio (aab, آب) da Lua (chan, چن), é um rio que percorre o noroeste do subcontinente Indiano e um dos cinco grandes cursos de água que fluem pelo Panjabe, no noroeste da Índia e nordeste do Paquistão. O seu comprimento total varia muito consoante as fontes, que lhe dão entre 960 e 1242 km. É afluente do rio Indo.
Era conhecido durante o período védico por vários nomes: Chandrabhaga (em sânscrito: चंद्रभाग) ou Ashkini (अश्किनि) ou Iskmati (इस्कामति)  e como Acesines pelos antigos gregos. Em 325 a.C., Alexandre Magno teria fundado a cidade de Alexandria no Indo (hoje Uch Sharif ou Mithankot ou Chacharan) na confluência do Indo e do curso combinado dos rios do Panjabe (atualmente o rio Panjnad).
O rio Chenab nasce pela confluência dos rios Chandra e Bhaga, em Tandi, no distrito de Lahaul e Spiti, estado do Himachal Pradexe, na cordilheira de Zanskar, a qual faz parte dos Himalaias ocidentais. O Chandra (comprimento: 150 km) e o Bhaga (comprimento: 80 km) nascem a cerca de 4 900 metros de altitude, em lados opostos do passo de montanha de Baralacha La e após confluírem formam o rio Chandrabhaga, que corre para noroeste ao longo do vale de Pangi, paralelo à cordilheira de Pir Panjal. O rio passa a chamar-se Chenab ou Chanab quando entra no estado indiano de Jamu e Caxemira. Na sua parte final é também chamado Panjnad, que alguns autores consideram o rio resultante da confluência dos rios Chenab, Jelum, Rauí, Beás e Sutle.[carece de fontes?]
O Chenab ocupa o mesmo lugar na consciência popular do Panjabe que o rio Reno para os alemães, ou o Danúbio para os austríacos e húngaros. É o rio icónico em torno do qual gira a consciência panjabe e desempenha um papel importante na narrativa de Heer Ranjha, a epopeia nacional panjabe, e na lenda de Sohni Mahiwal.[carece de fontes?]